# Karl Lippmann (Jurist)
Karl Lippmann (* 27. Juli 1885 in München; † 22. September 1946 in Hersbruck) war ein deutscher Verwaltungsjurist und als Bezirksoberamtmann Leiter des Bezirksamtes Schongau.

## Leben
Nach dem Abitur am Luitpold-Gymnasium München studierte Karl Lippmann Rechtswissenschaften an der Ludwig-Maximilians-Universität München (Mitglied im Corps Suevia München) und der Friedrich-Alexander-Universität Erlangen-Nürnberg, machte die erste juristische Staatsprüfung mit anschließendem dreijährigen Vorbereitungsdienst, der ihn zum Amtsgericht München I, Landgericht München I, zur Polizeidirektion München, zum Bezirksamt Dachau und  Stadtmagistrat München führte. Am 23. Oktober 1910 promovierte er in Erlangen mit der Dissertation „Das Ewiggeld in München“ zum Dr. jur. 1912 folgte das Große juristische Staatsexamen mit anschließender Beschäftigung als juristischer Hilfsarbeiter bei einem Rechtsanwalt. Zum 1. Dezember 1913 kam er in die Bayerische Zentraldarlehnskasse. Lippmann musste Kriegsdienst leisten. Nach dem Krieg wurde er Akzessist bei der Regierung der Oberpfalz und später Assessor beim Bezirksamt Viechtach und von Mai 1920 an in Kelheim. Zum 1. April 1927 wurde er als Bezirksamtmann mit der Leitung des Bezirksamtes Rosenheim beauftragt, wo er am 1. August 1933 zum Regierungsrat ernannt wurde. Zum 1. Mai 1935 wechselte er die Verwaltung und wurde als Bezirksoberamtmann Leiter des Bezirksamtes Schongau. Dieses Amt hatte er bis zu seinem Weggang zum Obersicherungsamt Landshut am 16. August 1937 inne. Dort wurde er am 14. August 1944 zum Oberregierungsrat ernannt und im Mai 1945 seines Amtes enthoben. Er kam nach Hersbruck in ein Internierungslager, wo er am 22. September 1946 verstarb. Das Ergebnis eines Entnazifizierungsverfahrens ist nicht belegt. Es kann davon ausgegangen werden, dass er als Mitläufer oder entlastet bewertet worden ist, den seiner Witwe wurden ab 1949 Versorgungsbezüge zugesprochen.
Lippmann war von 1922 bis 1927 Mitglied der Bayerischen Mittelpartei und trat zum 1. Mai 1933 der NSDAP bei (Mitgliedsnummer 3.206.594). 1944/1945 fungierte er als  Propaganda- und Pressehauptstellenheiter der NSDAP-Ortsgruppe „Scharnhorst“ in Landshut.